# 201. Sicherungs-Division
De 201. Sicherungs-Division (Nederlands: 201e Beveiligingsdivisie) was een Duitse infanteriedivisie in de Heer tijdens de Tweede Wereldoorlog. Deze divisie was betrokken bij de beveiliging van het Rückwärtigen Heeresgebietes (in de achterhoede gelegen legergebied) van de Heeresgruppe Mitte (Legergroep Midden), en later van de Heeresgruppe Nord (Legergroep Noord). Ze nam actief aan oorlogsmisdrijven tegen partizanen (Bandenbekämpfung) en de holocaust deel.

## Geschiedenis divisie
Op 1 juni 1942 werd uit de staf van het voormalige Sicherungs-Brigade 201 (vrije vertaling: 201e Beveiligingsbrigade) de 201. Sicherungs-Division  (201e Beveiligingsdivisie) opgericht. Tot het begin van 1943 vonden er talrijke instroom- en uitstromingen van onder bevel gestelde eenheden plaats.
Het inzetgebied van de divisie was hoofdzakelijk de sector van het 3. Panzerarmee (3e Pantserleger). Vanaf februari 1944 waren dat de regio's rond Polatsk, Nevel en Vitebsk. Er werd tegen partizanen (Bandenbekämpfung) gevochten. In september 1942 werden er een 1000 gedode "bandieten" en 8 gesneuvelde soldaten gemeld. Eind 1942/begin 1943 nam de divisie aan de militaire operaties genaamd: Kugelblitz en Schneesturm deel. Het totaal aantal gedode personen geregistreerd tijdens deze operaties was 6000. Hierna volgde een frontinzet van divisie, en in 1944 werd de divisie van het front teruggetrokken. In april/mei 1944 voerde de divisie gezamenlijk met Kampfgruppe von Gottberg de operatie Frühlingsfest uit, waarbij de vernietiging van partizanen, een veeltal van moorden en gevangenname plaatsvonden. In juli 1944 werd de divisie tijdens het Russische offensief in Operatie Bagration bij Minsk omsingeld, en in Operatie Doppelkopf bijna volledig vernietigd. De resten van de gevechtseenheden van de divisie, werden aan het 181e Artillerieregiment en het 81e Infanteriedivisie toegewezen. De staf en de bevoorradingstroepen van de voormalige divisie, konden ook uit de omsingeling ontsnappen. De staf en de bevoorradingstroepen verbleven tot februari 1945 nog in Koerland en werden aan de Heeresgruppe Nord beschikbaar gemaakt, maar zonder gevechtseenheden.
De rest van de eenheden van de voormalige divisie werden naar Koerland verplaatst. Eind 1945 volgde de toewijzing aan het 18e Leger en later aan het 16e Leger. In januari 1945 werd de divisie ontbonden.

## Commandanten
| Rang                         | Naam          | Begin                                | Eind            | Opmerking |
| ---------------------------- | ------------- | ------------------------------------ | --------------- | --- |
| Generalleutnant              | Eugen Demoll  | Maart 1942                           | 20 mei 1942     | |
| Generalmajor-Generalleutnant | Alfred Jacobi | Andere bron: 20 mei 1942 1 juni 1942 | 13 oktober 1944 | Op 1 maart 1943 bevorderd tot Generalleutnant. |
| Generalleutnant              | Martin Berg   | 13 oktober 1944                      | 20 oktober 1944 | Aansluitend commandant van de 207e Beveiligingsdivisie. |
| Oberst-Generalmajor          | Anton Eberth  | 20 oktober 1944                      | 28 januari 1945 | Op 30 januari 1945 bevorderd tot Generalmajor. Volgens het Lexikon der Wehrmacht werd Eberth mit der Führung beauftragt (m. d. F. b.) (vrije vertaling: met het leiderschap belast). |

### Eerste Generale Stafofficier (Ia)[5][7]
| Rang           | Naam               | Begin           | Eind            | Opmerking |
| -------------- | ------------------ | --------------- | --------------- | --------- |
| Oberstleutnant | Wilhelm Hasenauer  | Mei 1942        | Juli 1944       |           |
| Rittmeister    | Otto Jüngst        |                 | Juli 1944       |           |
| Major          | Karl-Otto Behrendt | 5 november 1944 | 20 januari 1945 |           |

## Gebieden van operaties[7]
- Oostfront, noordelijke sector (maart 1942 - september 1942)
- Oostfront, midden sector (september 1942 - juni 1944)
- Oostfront, noordelijke sector (juni 1944 - oktober 1944)
- Zak van Koerland (oktober 1944 - mei 1945)

## Bekende leden van de divisie
- Bernhard Niggemeyer - Feldpolizeidirektor van de divisie, van juni 1942 tot voorjaar 1943[10]
- Kurt Kühme - commandant van de 406e Grenadiersregiment van oktober 1943 tot juli 1944

## Onderscheidingen

### Houder van het Aanbevelingscertificaat van de Opperbevelhebber van het Duitse Leger
- Werner Jäschke op 15 december 1944 als Feldwebel en Zugführer in het 10./Sich.Rgt. 51[7]

### Houders van het Duits Kruis

#### In goud
- Arnim Beier op 4 februari 1944 als Hauptmann in het III./Gren.Rgt. 406[7][11]
- Herbert Brömmer op 22 december 1944 als Hauptmann in het Gren.Rgt. 406[7]
- August Grellert op 10 februari 1944, Major in het II./Gren.Rgt. 406[7][12]
- Gotthard Hörath op 4 februari 1944 als Hauptmann in het 10./Gren.Rgt. 406[7][13]
- Alfred Jacobi op 17 december 1943 als Generalleutnant en Kommandeur 201. Sicherungs-Division[8][14][15]
- Kurt Kühme op 9 oktober 1944 als Oberst z.V. in het Gren.Rgt. 406[7][16]

## Samenstelling[3]
- Grenadier-Regiment 406
- Sicherungs-Regiment 601
- III. / Artillerie-Regiment 213
- Ostreiterschwadron 201
- Nachrichtenkompanie 201
- Nachschubeinheiten 466

## Samenstelling na 17 november 1943[3]
- Sicherungs-Regiment 601
- III. / Artillerie-Regiment 213
- Nachrichten-Kompanie 201
- Ostreiterschwadron 201

### Hierbij onder bevel gesteld[3]
- Sicherungs-Regiments-Stab z.b.V. 64
- Sicherungs-Bataillon 579
- Sicherungs-Bataillon 989
- Sicherungs-Bataillon 795 (zonder 2 compagnieën)
- Sicherungs-Bataillon 797
- Feldgendarmerie-Kompanien 7 en 27
- Sicherungs-Regiments-Stab 609
- Landesschützen-Bataillon 860
- Landesschützen-Bataillon 231
- Landesschützen-Bataillon 330
- Landesschützen-Bataillon 750
- Panzerzug 61
- Panzerzug 67
- Streckenschutzzug "Blücher"
- Streckenschutzzug "Werner"
- Streckenschutzzug 83